# Гробљанска капела Др Стевана Димитријевића у Алексинцу
Гробљанска капела Др Стевана Димитријевића налази се у Алексинцу, а саграђена је 1931. године према апројекту непознатог архитекте. Посвећена је Св. Михајлу и Гаврилу, а представља непокретно културно добро као споменик културе Србије.

## Опште информације
Капела се налази на гробљу у Алексинцу, пројектована је од стране непознатог аутора а квдратне је основе, која подржава форму сажетог крста. Састоји се од наоса и олтарског простора са плитком зидном олтарском нишом. Освећена је од стране митрополита загребачког и епископа нишког Доситеја.
Над основом налази се кубично постоље са тамбуром и куполом. Сокла и поткровни венац зидани су од камена пешчара од кога су и ступци прозорских трифора и прозорских розета. Улазни портал је од клесаног камен пешчара и украшен је богатом геометријском орнаментиком. Изнад квадратног кубичног постоља уздиже се масивна купола на осмостраном тамбуру. Свака друга страна тамбура оживљена је зракастим розетама. Розете су уоквирене рељефном декорацијом у облику звезда, као и архиволте ниша и прозорских отвора и улазна врата. Све ово у препознатљивом српско–византијском духу.
Између надвратника портала и ктиторског записа налази се фриз од камена пешчара, украшен флоралном орнаментиком. Ктиторски запис се налази на мермерној плочи, изнад кога је смештена у мозаику израђена икона Св. Арханђела. Као кровни покривач над куполом, бочним луковима и кривинама, јавља се ћерамида.
Унутрашњост капеле прекривена је фрескама које копије фресака из манастира: Студенице, Високих Дечана, Сопоћана, Пећке Патријаршије, Грачаница, Св. Николе Охридског и др.) Копирали су их руски уметници Николај Богдановић Мејендореф, Борис Ивановић Обрасков, Иван Пертовић Дикиј и Виктор Николајевић Севдов. И поред занатске префињености копије средњовековних знаменитих фресака у алексиначкој капели су модерно остварење. Као такво припада му видно место у процесу генезе и развоја модерног српског црквеног сликарства. Из тога произилази њихова поучна улога, сагледана у стваралачком процесу савремених фрескописаца, која се заснива на тековинама српске и византиске средњовековне уметности.
Захваљујући копираним презентованим композицијама, ова капела пружа представе које се сврставају међу најзначајнија остварења српског и византијског сликарства. Зидне слике капеле нуде утисак сличан оном у галерији фресака, поставши документ и сведочанство за будућа поколења.